# Rəşad Məmmədov
Rəşad Məmmədov (también escrito como Rashad Məmmədov) es un deportista azerbaiyano que compite en lucha grecorromana. Ganó una medalla de plata en el Campeonato Europeo de Lucha de 2024, en la categoría de 55 kg.

## Palmarés internacional
| Campeonato Europeo | Campeonato Europeo | Campeonato Europeo | Campeonato Europeo |
| Año                | Lugar              | Medalla            | Categoría          |
| ------------------ | ------------------ | ------------------ | ------------------ |
| 2024               | Bucarest (Rumania) | Medalla de plata   | 55 kg              |